# Carpelimus prolixus
Carpelimus prolixus är en skalbaggsart som beskrevs av Alexander Bierig 1935. Carpelimus prolixus ingår i släktet Carpelimus och familjen kortvingar. Inga underarter finns listade i Catalogue of Life.